# Fall River Mills
Fall River Mills är en så kallad census-designated place i Shasta County i Kalifornien. Vid 2020 års folkräkning hade Fall River Mills 616 invånare.